# Rusty Mitchell
Rusty Mitchell (* 29. November 1982 in Midland, Texas) ist ein US-amerikanischer Automobilrennfahrer. Er nahm 2011 an einigen Rennen der Indy Lights teil.

## Karriere
Wie die meisten Motorsportler begann Mitchell seine Karriere im Kartsport. 2007 wechselte er in den Formelsport in die Formel Enterprise. Er gewann in seiner ersten Saison die June Sprints sowie die Meisterschaft der Southwest Division. 2008 wurde er Vizemeister der Southwest Division. Dabei gewann er jedes Rennen, zu dem er antrat. Außerdem debütierte er mit eigenem Rennstall in der Star Mazda Series. Er startete bei neun von zwölf Rennen und beendete die Saison auf dem 17. Gesamtrang. 2009 folgte eine weitere Saison in der Star Mazda Series. Er startete einmal von der Pole-Position und stand bei einem Rennen auf dem Podest. In der Gesamtwertung belegte er den zwölften Platz. 2010 absolvierte Mitchell seine dritte Saison in der Start Mazda Series für seinen Rennstall. Mit dem vierten Platz als bestes Resultat verbesserte er sich in der Gesamtwertung auf den neunten Platz. Sein Team fusionierte in der Saison mit Juncos Racing.
2011 wechselte Mitchell zum Team E in die Indy Lights. Er trat zu insgesamt sechs Rennen an und wurde 14. in der Fahrerwertung. Außerdem absolvierte er für Intersport Racing ein Rennen in der LMPC-Klasse der American Le Mans Series (ALMS).

## Statistik

### Karrierestationen
| - 2007: Formel Enterprise, Southwest Division (Meister) - 2008: Formel Enterprise, Southwest Division (Platz 2) - 2008: Star Mazda Series (Platz 17) | - 2009: Star Mazda Series (Platz 12) - 2010: Star Mazda Series (Platz 9) - 2011: Indy Lights (Platz 14) | - 2011: ALMS, LMPC |

### Sebring-Ergebnisse
| Jahr | Team                   | Fahrzeug    | Teamkollege       | Teamkollege   | Teamkollege | Platzierung | Ausfallgrund |
| ---- | ---------------------- | ----------- | ----------------- | ------------- | ----------- | ----------- | ------------ |
| 2011 | Intersport Racing      | Oreca FLM09 | Kyle Marcelli     | Tomy Drissi   |             | Ausfall     | Motorschaden |
| 2013 | BAR1 Motorsports       | Oreca FLM09 | Chapman Ducote    | Tomy Drissi   |             | Rang 21     |              |
| 2014 | Rocketsports Racing    | Oreca FLM09 | Chris Cumming     | Alex Tagliani |             | Ausfall     | Unfall       |
| 2015 | JDC Miller Motorsports | Oreca FLM09 | Mikhail Goikhberg | Chris Miller  | Gerry Kraut | Ausfall     | Defekt       |